# Seymeria falcata
Seymeria falcata är en snyltrotsväxtart som beskrevs av Billie Lee Turner. Seymeria falcata ingår i släktet Seymeria och familjen snyltrotsväxter. Utöver nominatformen finns också underarten S. f. uncinata.